# 1967 год в телевидении
Список 1967 год в телевидении описывает события в мире телевидения, произошедшие в 1967 году.

## События
- 1 октября — в СССР и во Франции началось регулярное цветное телевещание системы SECAM.
- 2 ноября — начала действовать система передачи телевизионных программ через спутники Молния и наземные станции Орбита.
- 4 ноября
  - Новая телебашня и новый телецентр «Останкино».
  - Начало вещания «Четвёртая программа ЦТ».
- 7 ноября — впервые в цвете был показан Военный парад на Красной площади.
- 8 ноября — премьера 1-й серии телефильма «Майор Вихрь».
- 2 декабря — в телевизионный эфир вышла ГТРК «Орёл».

### Без точных дат
- Октябрь — в эфир вышла живая передача — Один час из жизни Родины, где проводились прямые телевизионные репортажи из 22 городов СССР.

- Ираклий Андроников за цикл своих телепередач удостоен Государственной премии СССР.
- Отдел информации ЦТ СССР преобразован в Главную редакцию информации.

## Родились
- 31 января — Андрей Штефан, ТВ-знаток (Своя игра), чемпион 5-го цикла игр «Золотой дюжины-2» (2006) и менеджер[1].
- 3 марта — Дмитрий Белый, ТВ-знаток (Своя игра) и юрист[2].
- 16 марта — Богдан Титомир, ТВ-ведущий, певец-рэпер, танцор и диджей.
- 4 апреля — Дмитрий Нагиев, ТВ-ведущий-шоумен (Окна, Бремя денег, Большие гонки, Две звезды, Голос, Голос. Дети) и актёр.
- 5 апреля — Пётр Капулянский, ТВ-знаток (Своя игра) и инженер[3].
- 5 июня — Валдис Пельш, ТВ-ведущий (Угадай мелодию, Угадайка, Русская рулетка, Властелин вкуса).
- 28 июня — Яна Поплавская, ТВ-ведущая (Времечко) и актриса.
- 3 июля — Анастасия Дадыко[источник не указан 1616 дней], ТВ-ведущая (Вести в 1994-2000 годах)[4].
- 30 августа — Тимур Кизяков, ТВ-ведущий (бессменный ведущий Пока все дома).
- 20 декабря — Дмитрий Быков, ТВ-ведущий (Времечко, Хорошо. Быков), ТВ-журналист, ТВ-знаток (Своя игра), писатель, поэт и кинокритик.